# Georg Heyer
Georg Max Heyer (* 10. Dezember 1880 in Berlin; † 18. November 1949 ebenda) war ein deutscher Architekt und Bauunternehmer.

## Leben und Wirken
Georg Heyer wurde als Sohn des Lohgerbers Daniel Heyer und dessen Ehefrau Luise geb. Veit in Berlin im Grünen Weg 70 geboren. Bereits mit 24 Jahren betrieb er ein Baugeschäft mit Sitz im 1903 errichteten Haus Regensburger Straße 10a in Wilmersdorf. Am 19. September 1905 heiratete er die Tochter eines Schneidermeister, Maria Amalie Bertha Ziegenspeck.
Ab 1906 wohnte und arbeitete er in seinem eigenen Haus, Hedwigstraße 3a in Schöneberg. Ihre Ehefrau verstarb am 10. November 1906 in deren Wohnung. 1908 errichtete er zusammen mit dem Architekten A. Weber die Häuser Friedenauer Straße 59–61 (heute Hauptstraße 83–85) in Schöneberg und zog selbst in das Haus Friedenauer Straße 59 (heute Hauptstraße 83). Ein Jahr später, am 1. März 1909, heiratete er die Tochter eines Kaufmanns, Lina Esther Irma Lohmann. 1916 zog Georg Heyer schließlich nach Berlin-Schmargendorf in die Breite Straße 46, wo er sich von nun an Architekt nannte.
In mehreren Schriften publizierte er seine Gedanken zum Wohnungsbau mit dem Schwerpunkt einer sparsamen Bauweise und im Zusammenhang mit einer sozialen Wohnungsreform. Die Umsetzung seiner Ideen sah er in einer umfassenden Änderung der Boden-, Haus- und Wohnungswirtschaft.

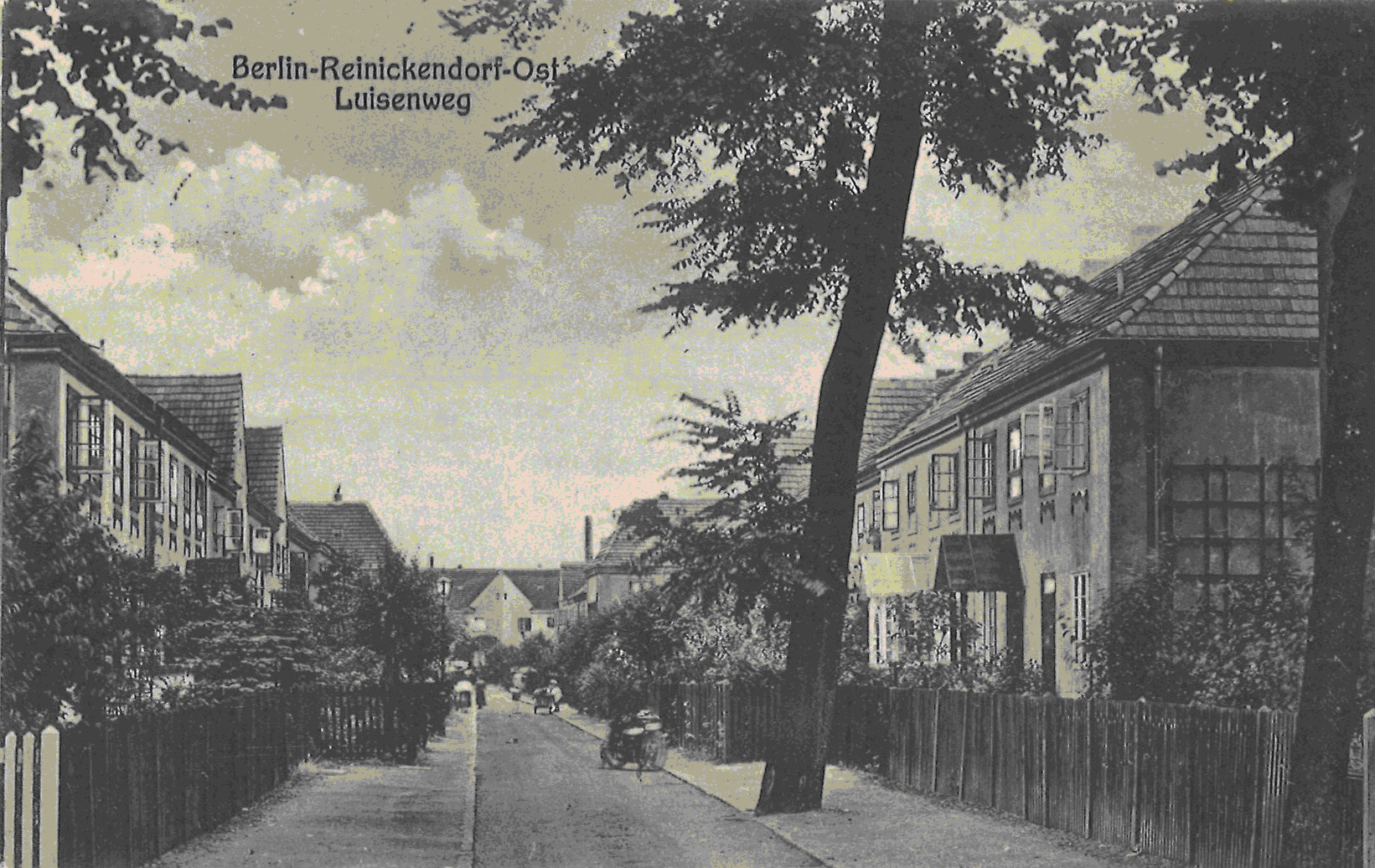
Ansichtskarte zur Siedlung Luisenhof in Berlin-Reinickendorf, um 1920

1919 gründete er die „Luisenhof“ Gemeinnützige Wohnungsbau AG, die die Siedlung Luisenhof in Berlin-Reinickendorf nach seinem Entwurf errichtete. Hier versuchte er seine Vorstellungen zum Kleinhaus für selbstversorgende Bewohner mit eher geringem Einkommen zu verwirklichen.
1920 erwarb er das Gelände einer stillgelegten Ziegelei in Gildenhall bei Neuruppin. Im selbigen Jahr, am 17. Juli 1920, ließ er sich von seiner Ehefrau scheiden und heiratete am 4. Dezember 1920 Auguste Luise Margarete Döpke in Berlin-Friedenau. Ein Jahr später gründete er die Freilandsiedlung Gildenhall eGmbH und begann mit der Errichtung von Siedlungshäusern. Eines davon bezog er selbst. Am Siedlungsbau beteiligten sich später noch Max Eckardt und Otto Bartning.
1926 kehrte Georg Heyer nach Berlin zurück und wohnte in Berlin-Prenzlauer Berg im Hinterhaus Gleimstraße 55. Zwei Jahre später zog er in die Flottwellstraße 2. Im gleichen Haus residierten auch die 1902 gegründete Deutsche Gartenstadtgesellschaft, die Siedlerschule Worpswede und der Verband für gemeinnützige Bautätigkeit Berlins. Nach dem wirtschaftlichen Misserfolg mit dem Gildenhall-Projekt gründete er 1930 die Georg Heyer Baugesellschaft GmbH. Der Bau von vier Reihenhäusern auf Grundstücken, die er von der Domäne Dahlem erworben hatte, brachte ihm jedoch den finanziellen Ruin, seine Gesellschaft wurde 1932 liquidiert und Georg Heyer war mittel- und arbeitslos.
Ab 1934 wohnte er im Haus Eisackstraße 8 in Berlin-Schöneberg. Die Reform des Wohnungsbaus blieb sein wichtigstes Anliegen und so veröffentlichte er im Februar 1945 seine Publikation „Neue Wohnungen – neue Städte“ (Vorabdruck als Sonderbeilage der Bauwelt vom 15. Dezember 1944), in der er sein Konzept zum Wiederaufbau nach dem Krieg durch Reihenhaussiedlungen und normierten sowie brandbombensicheren Wohnhausbau darlegte. Durch die Umstände der letzten Kriegswochen wurden seine Ideen jedoch kaum wahrgenommen. Nach Kriegsende stellte er seinen Strukturplan für Berlin vor (Hermsdorfer Plan). 1948 ging es Georg Heyer wirtschaftlich immer noch so schlecht, dass er finanzielle Beihilfe beim Magistrat beantragte. Diese wurde abgelehnt, jedoch war der Magistrat bereit einen Teil seiner städtebauliche Projekte für maximal 15.000 RM anzukaufen.
Am 18. November 1949 starb Heyer mit 69 Jahren in Berlin. Er wurde gegen 17:45 Uhr „in Berlin, Turmstraße 21 tot eingeliefert“. Seine Sterbeurkunde vermerkt „Herzschlag“ als Todesursache. Günter Kühne würdigte ihn im Nachruf als Städtebauer und Sozialreformer. Außer den genannten Werken sind seine Bauten heute weitgehend unbekannt.

## Werk

### Bauten
- 1908: Wohnhaus in Berlin-Schöneberg, Hauptstraße 83–85 (zusammen mit A. Weber)
- 1910–1911: Wohnhaus in Berlin-Wedding, Osloer Straße 116a[15]
- 1919: Siedlung Luisenhof in Berlin-Reinickendorf, Luisenweg[16][17]
- 1921–1925: Freiland-Siedlung in Neuruppin-Gildenhall (zusammen mit weiteren Architekten)
- 1932: vier Reihenhäuser in Berlin-Dahlem, Ihnestraße 38

### Schriften
- Soziale Wohnungsreform bedeutet sparsame Bauweise. Berlin 1918.
- Fünfräumige Kleinwohnungen im Reihenhaus der Firma Georg Heyer Baugeschäft. Berlin 1919.
- Neue Wohnungen, neue Städte. Berlin 1945.
- Der Hermsdorfer Plan für ein neues Berlin. In: Neue Bauwelt, 1. Jahrgang 1946, H. 25.
- Kritik des Wohnungsreformers. In: Die Neue Stadt, Zeitschrift für die Gestaltung von Stadt und Land, Jahrgang 1948, Heft 2.